# Дайхес, Николай Аркадьевич
Никола́й Арка́дьевич Да́йхес (род. 18 декабря 1959, Астрахань) — российский врач-отоларинголог, общественный и политический деятель. Директор Федерального государственного бюджетного учреждения «Национальный медицинский исследовательский  центр оториноларингологии ФМБА России», член-корреспондент РАН, доктор медицинских наук, профессор, заслуженный деятель науки Российской Федерации (2019). Главный внештатный оториноларинголог при Министерстве здравоохранения РФ, вице-президент Национальной медицинской ассоциации оториноларингологов, член Международной академии оториноларингологии, хирургии головы и шеи. Заместитель главного редактора журнала «Российская оториноларингология».
Депутат Государственной Думы третьего созыва (1999—2003). Член Общественной палаты России (с 2008), Правительственной комиссии по вопросам охраны здоровья граждан и Общественного совета при Минздраве РФ, руководитель Координационного центра по донорству крови при Общественной палате РФ.

## Биография
Родился в семье доктора медицинских наук, профессора Аркадия Исааковича Дайхеса (1927—1999), специалиста в области отоларингологии, хирургии головы и шеи. Дед, профессор Исаак Аронович Дайхес (1877—1930), был основателем и первым заведующим кафедры болезней уха, горла и носа Астраханского медицинского института (1922). Другой дед — доктор медицинских наук, профессор Николай Георгиевич Лычманов (1899—1963), заведующий кафедрой оперативной хирургии и топографической анатомии Астраханского медицинского института.
В 1983 году с отличием окончил Астраханский медицинский институт. Прошёл клиническую ординатуру, затем аспирантуру в Центральном институте усовершенствования врачей в Москве. В 1987—1992 годах — старший научный сотрудник НИИ трансплантологии Министерства здравоохранения СССР. В 1987 году защитил кандидатскую, в 1992 году — докторскую диссертацию. В 1994 году получил учёное звание профессора.
В 1993—1995 годах — профессор Российского государственного медицинского университета, в 1995—1999 годах работал профессором Российской медицинской академии последипломного образования.
С 2004 года — директор Федерального государственного бюджетного учреждения «Научно-клинический центр оториноларингологии» ФМБА России.

### Работа в Государственной думе
В 1999 году избран депутатом Государственной Думы третьего созыва по федеральному списку КПРФ. Вошёл в состав фракции КПРФ. Был заместителем председателя комитета по охране здоровья и спорту. Кроме того, Дайхес являлся заместителем председателя комиссии по охране здоровья Российской Федерации.

### Работа в Общественной палате
В декабре 2007 года вошёл в состав Общественной палаты России. Был членом комиссии Общественной палаты по контролю за реформой и модернизацией системы здравоохранения и демографии. В рамках работы в комиссии Общественной палаты по здравоохранению подготовил несколько аналитических докладов о социальных аспектах современного российского здравоохранения, вместе с другими врачами инициировал в Общественной палате обсуждение вопроса о работе частной медицины.
Был организатором общественных слушаний по поддержке инвалидов, в том числе по слуху. Дайхес принимал участие в создании общественной организации детей с нарушением слуха и их родителей и благотворительного фонда «Услышать мир». Под руководством Дайхеса на протяжении 6 лет реализуется программа по оказанию помощи детям с лор патологиями и нарушениями слуха в рамках акции «Волна здоровья» общественной организации «Лига здоровья нации», а также проводимых под её эгидой профилактических мероприятий во многих регионах страны. Кроме того, Дайхес заявил о подготовке к созданию «Врачебной палаты России», совещательного органа в сфере здравоохранения.
Член рабочей группы Комиссии при Президенте России по модернизации и техническому развитию экономики России.

## Критика
В 1999 году Центризбирком обнаружил отсутствие важной информации в декларации о доходах Н. А. Дайхеса. Будущий депутат указал «Жигули», но скрыл ещё одни «Жигули», «Волгу» и джип «Гранд Чероки».
В 2001 году Дайхес выступил инициатором (совместно с депутатами Максимом Коробовым, Гаджи Махачевым, и Сергеем Решульским) изменения в «Закон о естественных монополиях», по которому предлагалось отказаться от принципа равного доступа нефтяных компаний к экспортным нефтепроводам. Другая инициатива Дайхеса — предложение о вводе «дифференцированного налога на добычу нефти» вместо действовавшего ранее принципа «рубли за тонну».

## Награды и звания
- Орден Дружбы (28 июля 2016) — за заслуги в развитии здравоохранения, медицинской науки и многолетнюю добросовестную работу[7]
- Заслуженный деятель науки Российской Федерации
- Заслуженный работник здравоохранения Российской Федерации
- Знак отличия «Честь и Слава» II степени (Астраханская область, 16 декабря 2024) — за большой вклад в социально-экономическое развитие Астраханской области и успехи, достигнутые в многолетней плодотворной профессиональной и активной общественной деятельности
- Патриаршая медаль «В память 200-летия победы в Отечественной войне 1812 года» (2013, Казахстанский митрополичий округ) — за работу по духовно-патриотическому воспитанию подрастающего поколения и за поддержку социальных и просветительских проектов Митрополичьего округа[8]
- Доктор медицинских наук (1992), профессор (1994).
- Член-корреспондент РАН (октябрь,2016 г.)
- Автор более 245 научных статей, 26 монографий в области оториноларингологии.
- Член совета Общероссийской общественной организации «Лига здоровья нации».
- Член президиума правления Национальной ассоциации оториноларингологов. Член-корреспондент Международной академии оториноларингологии-хирургии головы и шеи.
- Член Экспертной комиссии премии «Лучший врач года».